# Halaesa

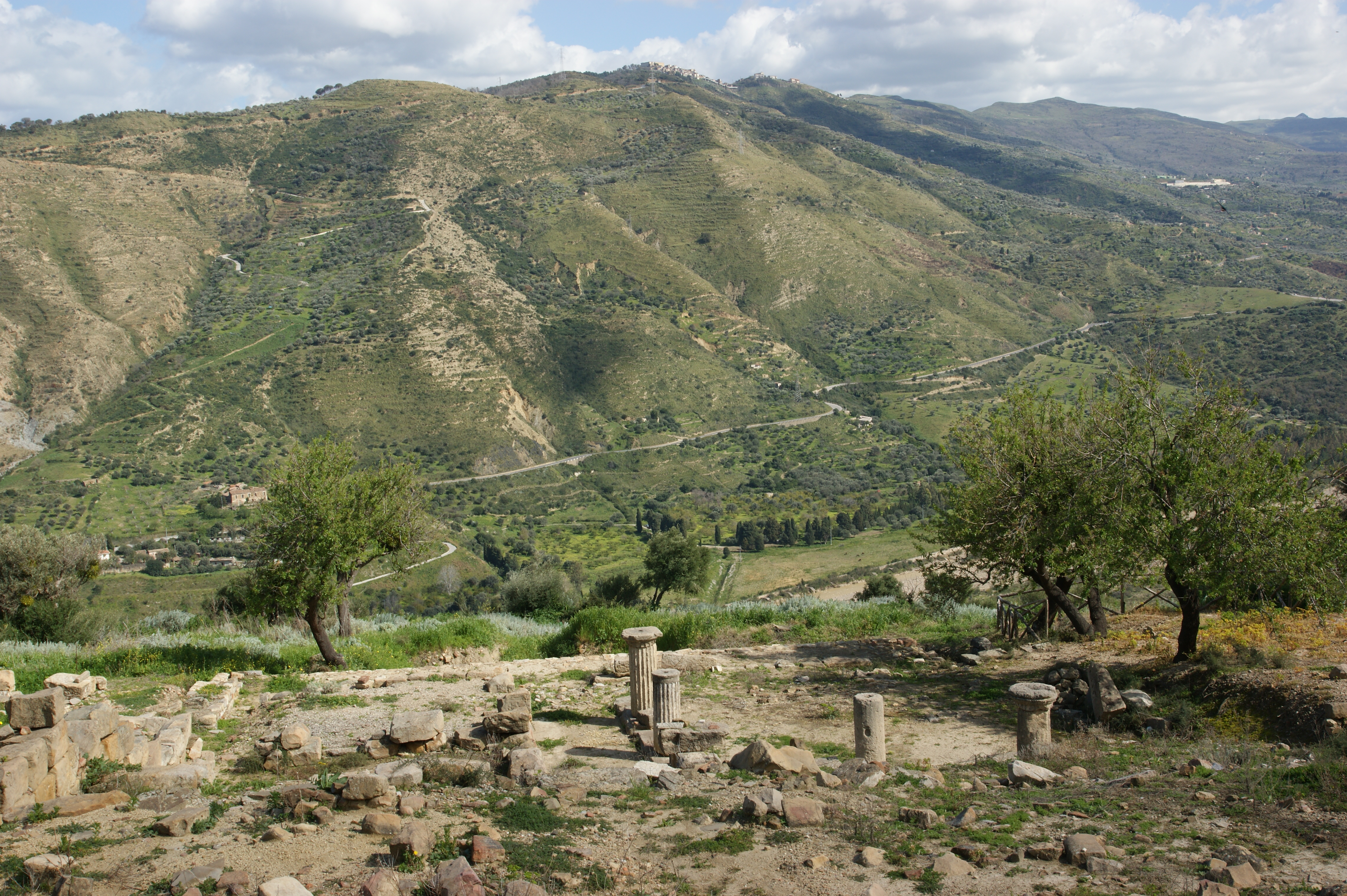
Ruinen von Halaesa, 2009

Halaesa oder italienisch Alèsa Arconidèa war eine antike Stadt in der Metropolitanstadt Messina auf Sizilien.

## Lage
Halaesa befindet sich nahe dem Zentrum des Ortes Castel di Tusa, ein Ortsteil der Stadt Tusa etwa 170 km westlich von Messina.

## Geschichte
Das genaue Gründungsjahr ist 403 v. Chr. Wahrscheinlich wurde die Stadt von Archonides, dem Tyrann von Herbita gegründet. Nach anderen Quellen waren die Karthager Gründer der Stadt.
263 v. Chr. kämpfte die Stadt auf Seiten der Römer während des ersten Punischen Krieges. Halaesa war somit die erste Stadt Siziliens, die an römischer Seite kämpfte, und zur Belohnung von den Römern zu einer freien Stadt erklärt wurde. Seit augusteischer Zeit verfiel die Stadt.
Im 6. Jahrhundert erhielt die Abtei Montecassino das Territorium der Stadt. Später befand sich hier ein Bischofssitz. Ein Bischof von Halaesa ist als Teilnehmer der Lateransynode im Jahr 649 überliefert.
Das untergegangene Bistum wurde im März 2018 von Heiligen Stuhl als Titularbistum Halaesa wiedererrichtet.

## Aufbau
Die Stadt war sehr regelmäßig aufgebaut. Stadtmauern mit Türmen umgaben die Stadt. Im Inneren gab es zwei Tempel.